# الحريات المدنية في الولايات المتحدة
الحريات المدنية في الولايات المتحدة هي حقوق غير قابلة للنزع، يحفظها دستور الولايات المتحدة لكل مواطن أمريكي (بخلاف الامتيازات الممنوحة)، توضح المحكمة العليا للولايات المتحدة والمحاكم الفيدرالية الأدنى هذه الحقوق وتصنفها.
تُعرّف الحريات المدنية ببساطة على أنها الحماية التي يوفرها الدستور والقوانين للأفراد، ويعني ذلك حمايتهم من الجماعات الأقوى، كالقوى التابعة للحكومة والأفراد الآخرين والشركات. هذه الحريات موجودة بوضوح في وثيقة الحقوق، وتتضمن حرية الكلام، حق حيازة السلاح، الحق في الخصوصية. بالإضافة إلى وجود حريات لا يُحددها الدستور، كما جاء في التعديل التاسع للدستور: «إن عدم ذكر الدستور لبعض الحقوق، يجب ألا يفسر بطريقة تسمح بإنكار أو انتقاص الحقوق الأخرى المحفوظة من قبل الشعب».
اتسعت رقعة الحريات المدنية ونسبة الأفراد الذين تمكنوا من الاستفادة منها عبر الوقت. على سبيل المثال، لم يُحدد الدستور في البداية الأفراد الذين يحق لهم التصويت، فسمح لكل ولاية بأن تحدد ذلك. في الوقت الباكر من تاريخ الولايات المتحدة، سمحت معظم الولايات للذكور البيض البالغين مالكي العقارات بالتصويت، وكانت نسبة هؤلاء تشكل 6% فقط من السكان. سمحت تسوية «الثلاثة أخماس» لمالكي العبيد في الجنوب بالمشاركة في السلطة والإبقاء على العبودية ثمانين عامًا بعد إقرار الدستور. وظلت وثيقة الحقوق ذات تأثير ضعيف على الأحكام الصادرة عن المحاكم لمئة وثلاثين عامًا بعد الإقرار.

## دستور الولايات المتحدة

### حرية الدين

#### بند حرية الممارسة
ينص التعديل الأول على دستور الولايات المتحدة الذي أُقر في 15 ديسمبر 1791 على ما يلي: «لا يصدر الكونغرس أي قانون يحظر الممارسة الحرة للدين».  
-دستور الولايات المتحدة، التعديل الأول.

### حرية التعبير

#### بند حرية الكلام
ينص التعديل الأول على دستور الولايات المتحدة الذي أُقر في 15 ديسمبر 1791 على ما يلي:
«لا يصدر الكونغرس أي قرار يحدّ من حرية الكلام». -دستور الولايات المتحدة، التعديل الأول.

#### بند حرية الصحافة
ينص التعديل الأول على دستور الولايات المتحدة الذي أُقر في 15 ديسمبر 1791 على ما يلي:
«لا يصدر الكونغرس أي قرار يحدّ من الصحافة». -دستور الولايات المتحدة، التعديل الأول.

#### بند حرية التجمع
ينص التعديل الأول على دستور الولايات المتحدة الذي أُقر في 15 ديسمبر 1791 على ما يلي:
«لا يصدر الكونغرس أي قانون يحدّ من حق الناس في التجمع السلمي». -دستور الولايات المتحدة، التعديل الأول.

#### بند العرائض
ينص التعديل الأول لدستور الولايات المتحدة الذي أُقر في 15 ديسمبر 1791 على ما يلي:
«لا يصدر الكونغرس أي قانون يحدّ من حق الناس في تقديم العرائض للحكومة لطلب الإنصاف في المظالم».  -دستور الولايات المتحدة، التعديل الأول.

#### استثناءات حرية التعبير
لا يحفظ الدستور أشكال التعبير التالية: التشهير أو التصريحات المغلوطة، المواد الإباحية عن الأطفال، الفحش، الإضرار بمصالح الأمن القومي، الأفعال اللفظية، التناحر الكلامي. هذه المجموعات لا تتبع الامتيازات التي يمنحها التعديل، يمكن للمحاكم أن تحظر أو تُجرّم أيًا من هذه الأفعال اللفظية قانونيًا. تُعتبر الأشكال الأخرى من التعبير -التي تضم التهديد بالأذى الجسدي أو الإعلان عن أنشطة غير قانونية- أيضًا أشكالًا غير قانونية للتعبير.

### الحق في حيازة وحمل السلاح
ينص التعديل الثاني لدستور الولايات المتحدة الذي أُقر في 15 ديسمبر 1791 على ما يلي:
«وجود ميليشيا منظمة جيدًا، باعتبارها ضرورة لحماية ولاية حرة، وحق الناس في حيازة وحمل السلاح، حق يجب ألا يُنتهك». -دستور الولايات المتحدة، التعديل الثاني.

### الحرية الجنسية
يشمل مفهوم الحرية الجنسية طيفًا واسعًا من الحقوق المختلفة التي لم يذكرها دستور الولايات المتحدة. إن فكرة الحرية الجنسية انتشرت من خلال الرأي العام في المجتمع خلال السنوات الأحدث، وليس لهذه الفكرة سوى القليل من الدعم الدستوري. تضم الحرية الجنسية الحريات التالية: التعبير الجنسي، الخيارات الجنسية، التربية الجنسية، العدالة الإنجابية، الصحة الجنسية. تعتبر الحرية الجنسية حقًا ضمنيًا لم يرد ذكره في الدستور.
تضم الحرية الجنسية حرية ممارسة الجنس مع أي شخص بالتراضي في أي وقت ولأي سبب على أن يكون الشخص راشدًا. لا يُشترط الزواج لممارسة الجنس، ولا توجد أي اشتراطات أخرى كالجنس أو عدد الأشخاص الذين يمارسون الجنس معًا. تتضمن الحرية الجنسية أيضًا حرية ممارسة الجنس المثلي بالتراضي مع احترام الخصوصية.

### الحماية المتساوية
تمنع الحماية المتساوية الحكومة من سن قوانين ذات تطبيقات أو آثار إقصائية.

### حق الاقتراع
ينص التعديل الرابع عشر لدستور الولايات المتحدة الذي أُقر في 9 يوليو 1868على ما يلي:
«عندما يُحرم أي مواطن من الولايات المتحدة بلغ الثامنة عشر من العمر في ولاية ما من حق الانتخاب لاختيار الرئيس أو نائب الرئيس أو ممثلي الكونغرس أو الموظفين التنفيذيين والقضائيين أو أعضاء السلطة التشريعية، أو عندما يُحد من حقه في الانتخاب بأي شكل من الأشكال إلا في حال مشاركته بأعمال تمرد أو جرائم، تُخفض عندها قاعدة التمثيل بنسبة عدد هذه الحالات إلى عدد الناخبين من مواطني الولايات المتحدة الذين بلغوا الثامنة عشر في الولاية». -دستور الولايات المتحدة، المادة الرابعة عشرة.
ينص التعديل الخامس عشر على دستور الولايات المتحدة الذي أُقر في 3 فبراير 1870 على ما يلي:
«لا يجوز إنكار أو الحد من حق مواطني الولايات المتحدة في الانتخاب من قبل الولايات المتحدة أو أي ولاية فيها على أساس العرق أو اللون أو العبودية السابقة». -دستور الولايات المتحدة، المادة الخامسة عشر. 
ينص التعديل التاسع عشر على دستور الولايات المتحدة الذي أُقر في 18 أغسطس 1919على ما يلي:
«لا يجوز إنكار أو الحد من حق مواطني الولايات المتحدة في التصويت من قبل الولايات المتحدة أو أي ولاية فيها على أساس الجنس». -دستور الولايات المتحدة، التعديل التاسع عشر.
ينص التعديل الرابع والعشرين على دستور الولايات المتحدة الذي أُقر في 23 يناير 1964 على ما يلي:
«لا يجوز إنكار أو الحد من حق مواطني الولايات المتحدة في انتخاب الرئيس أو نائب الرئيس أو أعضاء مجلس الشيوخ أو ممثلي الكونغرس في أي انتخابات أولية أو غيرها من قبل الولايات المتحدة أو أي ولاية فيها بسبب عدم دفع ضريبة التصويت أو أي ضريبة أخرى». -دستور الولايات المتحدة، التعديل الرابع والعشرين.
ينص التعديل السادس والعشرين على دستور الولايات المتحدة الذي أُقر في 1 يوليو 1971 على ما يلي:
«لا يجوز إنكار أو الحد من حق مواطني الولايات المتحدة الذين بلغوا الثامنة عشرة في التصويت من قبل الولايات المتحدة أو أي ولاية فيها على أساس العمر». -دستور الولايات المتحدة، التعديل السادس والعشرين.

### الحق في الزواج
في عام 1967 أثناء حكم المحكمة العليا للولايات المتحدة في قضية «لوفينغ ضد فيرجينيا»، وجدت المحكمة أن الحق في الزواج هو حق أساسي بصرف النظر عن العرق. في عام 2015 أثناء حكم المحكمة العليا للولايات المتحدة في قضية «أوبرجيفيل ضد هودجز»، وجدت المحكمة أن الحق في الزواج هو حق أساسي بصرف النظر عن الجنس.